# Список умерших в 1919 году
В этой статье представлен список известных людей, умерших в 1919 году.
См. также: Категория:Умершие в 1919 году

## Январь
- 8 января — Петер Альтенберг (59) — австрийский писатель.
- 10 января — Антоний Вивульский (41) — российский и литовский архитектор и скульптор.
- 10 января — Никодим (Кононов) — епископ Русской Церкви.
- 11 января — Василий Киквидзе (23) — участник гражданской войны. Командовал рядом частей Юго-Западного фронта.
- 12 января — Александр Дорошкевич (44) — генерал-майор Русской императорской армии, генерал-хорунжий Украинской державы.
- 14 января — Михаил Дроздовский — русский военачальник, генерал-майор.
- 15 января — Роза Люксембург (47) — деятель немецкой левой социал-демократии, теоретик марксизма.
- 16 января — Исаак Крейсберг (20) — революционер, большевик, борец за установление Советской власти на Украине.
- 19 января — Всеволод Вотинцев (26) — советский государственный и партийный деятель, председатель ЦИК Туркестанской СФР (1918), расстрелян.
- 19 января — Эдмунд Тромповский (67) — рижский архитектор.
- 21 января — Пётр Дементьев (69) — основатель города Сент-Питерсберга.
- 21 января — Михаил Туган-Барановский (54) — русский экономист, историк, деятель украинского национального движения.
- 24 января — Исмаил Кемали (75) — албанский государственный деятель. Председатель Национального Собрания (1912), председатель Временного правительства (1912 — 1914).
- 30 января — Георгий Михайлович (55) — великий князь, Его Императорское Высочество, третий сын великого князя Михаила Николаевича и Ольги Федоровны, внук Николая I.

## Февраль
- 1 февраля — Иван Сикорский (76) — психиатр, публицист.
- 2 февраля — Юлиус Куперьянов (24) — офицер Русской императорской армии.
- 4 февраля — Елизавета Лавровская (73) — русская оперная и концертная певица.
- 5 февраля — Василий Розанов (62) — русский религиозный философ, литературный критик и публицист.
- 8 февраля — Арнольд Нейбут (29) — революционер, большевик, борец за Власть Советов в Сибири и на Дальнем Востоке, депутат Всероссийского учредительного собрания.
- 11 февраля — Яков Маркус (31) — революционный деятель начала XX века, народный комиссар просвещения Терской Советской Республики.
- 17 февраля — Вера Холодная (25) — знаменитая русская актриса немого кино; испанский грипп.
- 21 февраля — Юлиан Кулаковский (63) — русский филолог-классик, историк Римской и Византийской империй.
- 21 февраля — Сулейман-бек Али-Сулейман оглы Эфендиев (54) — генерал-майор, военачальник Азербайджанской Демократической Республики.
- 24 февраля — Яков Бутырин (35) — советский государственный и партийный деятель, председатель Терского областного Совета (1919).

## Март
- 1 марта — Яков Елин — рабочий, большевистский деятель, подпольщик.
- 6 марта — Оскар Калпакс (37) — первый командир латышских национальных частей Латвийских вооруженных сил.
- 6 марта — Вильгельм Нейман (69) — остзейский российский архитектор, творивший на территории нынешней Латвии; историк искусств.
- 7 марта — Мария Гартунг (86) — старшая дочь Александра Сергеевича Пушкина и Натальи Николаевны Пушкиной, урождённой Гончаровой.
- 9 марта — Людмила Мокиевская-Зубок — российская революционерка.
- 10 марта — Марк Елизаров (56) — народный комиссар по железнодорожным делам Российской Советской Республики (1917-1918).
- 10 марта — Лео Йогихес (51) — деятель польско-литовского и немецкого рабочего коммунистического движения, глава КПГ.
- 12 марта — Руби Линдсей (33) — австралийская художница и иллюстратор.
- 14 марта — Аликули Гамгюсар (38) — азербайджанский поэт и журналист, публицист, общественный деятель.
- 14 марта — Карл Ильмер (27) — российский революционер латышского происхождения, большевик, участник Гражданской войны.
- 15 марта — Авраам Гаркави (79) — российский востоковед и гебраист.
- 16 марта — Яков Свердлов (33) — российский политический и государственный деятель, революционер, большевик, председатель ВЦИК (формальный глава РСФСР) в ноябре 1917 — марте 1919 гг.
- 17 марта — Гусейн Мамед оглы Араблинский (38) — азербайджанский актёр.
- 17 марта — Николай Зарудный (59) — русский зоолог-орнитолог и путешественник.
- 17 марта — Кеньон Кокс (62) — американский художник, писатель и педагог.
- 18 марта — Филипп Мурзак — главный боцман броненосца Потёмкин.
- 25 марта — Габдулла Апанаев (57) — татарский педагог и общественный деятель.
- 28 марта — Михаил Барсов — портовый грузчик. Первый советский комендант Феодосии.

## Апрель
- 2 апреля — Иван Смирнов (34) — профессиональный революционер, большевик, профсоюзный деятель.
- 4 апреля – Леопольд Овари (85) – венгерский историк и архивист, член Венгерской академии наук.
- 7 апреля — Иосафата Гордашевская (49) — блаженная римско-католической церкви.
- 8 апреля — Мария Авейде (35) — активная участница борьбы за установление Советской власти в Поволжье и на Урале.
- 8 апреля — Антон Валек — деятель революционного движения.
- 8 апреля — Михаил Зубрицкий (62) — украинский галицкий этнограф, фольклорист, педагог.
- 8 апреля — Иван Луценко — украинский врач-гомеопат, политический и военный деятель.
- 16 апреля — Владимир Рар (39) — полковник русской армии, участник Русско-японской войны и Белого движения.
- 20 апреля — Александр Кованько (63) — изобретатель и пилот-аэронавт, начальник Учебного воздухоплавательного парка и Офицерской воздухоплавательной школы, генерал-лейтенант.
- 21 апреля — Вайтер, А. — еврейский писатель.
- 24 апреля — Ира Ян (50) — художница, книжный иллюстратор, переводчица ивритской поэзии, литератор.

## Май
- 2 мая — Тимофей Флоринский (64) — русский филолог-славист, историк, византинист, политический деятель.
- 6 мая — Лаймен Фрэнк Баум (62) — американский писатель, «создатель» волшебной страны Оз.
- 8 мая — Вера Засулич (69) — деятель российского и международного социалистического движения, народница, террористка, писательница.
- 10 мая — Яков Боград — российский революционный деятель.
- 10 мая — Адольф Перенсон — деятель революционного движения России, социал-демократ, борец за установление Советской власти в Сибири.
- 15 мая — Иван Матченко — русский педагог украинского происхождения, общественный деятель, писатель.
- 15 мая — Сергей Щёголев (56) — писатель, врач и государственный чиновник Российской империи, действительный статский советник.
- 18 мая — Амангельды Иманов (46) — руководитель народного восстания 1916 года против царизма и активный участник установления Советской власти в Казахстане, коммунист.
- 18 мая — Софья Кривая — участница революционного движения на Урале.
- 19 мая — Елена Разумихина — председатель Алексеевского отдела Союза русского народа в Киеве, активная участница монархического движения.
- 22 мая — Остап Нижанковский (56) — украинский композитор, хоровой дирижер.
- 24 мая — Надежда Римская-Корсакова (70) — российская пианистка, музыковед, композитор; жена композитора Николая Римского-Корсакова.
- 26 мая — Антон Глушко (35) — российский революционер.
- 26 мая — Николай Дрейер (30) — ливский советский мореплаватель, капитан сторожевого корабля «Святогор».

## Июнь
- 2 июня — Юстин Пигуляк (74) — выдающийся буковинский украинский живописец-портретист.
- 2 июня — Вячеслав Туцевич — полковник, участник Первой мировой войны и Белого движения на Юге России.
- 6 июня — Александр Вагжанов (41) — советский государственный и партийный деятель, председатель Прибайкальского подпольного комитета РКП(б) (1919), расстрелян белыми.
- 10 июня — Адольф Зелигсон — русский и польский архитектор.
- 10 июня — Александр Круссер (25) — российский революционер и военачальник.
- 19 июня — Пётр Карп — румынский государственный деятель.
- 22 июня — Юлиан Скрябин (11) — младший сын Александра Скрябина (от Татьяны Шлёцер), талантливый и подававший большие надежды пианист и композитор; трагически погиб.
- 26 июня — Михаил Цвет (47) — русский ботаник-физиолог и биохимик растений.
- 28 июня — Пётр Болбочан (35) — офицер Российской Императорской армии.
- 29 июня — Сергей Левашов (61) — русский врач, государственный и общественный деятель, ректор Новороссийского университета.
- 29 июня — Александр Рагоза — русский генерал от инфантерии, военный министр Украинской Державы.

## Июль
- 4 июля — Иван Левинский — украинский предприниматель и архитектор, педагог, общественный деятель.
- 4 июля — Михаил Ратманский — один из организаторов комсомола на Украине.
- 5 июля — Николай Дитмар — российский общественный и политический деятель, предприниматель, участник Гражданской войны.
- 6 июля — Александр Вагжанов (41) — делегат I Всероссийского съезда Советов рабочих и солдатских депутатов, член ВЦИК-1, председатель Тверского Совета, Тверского временно-революционного комитета, один из организаторов партизанского движения в Сибири.
- 8 июля — Владимир Науменко — украинский педагог, учёный-филолог (специализировался на истории украинской литературы, изучении украинского фольклора), журналист, общественный деятель.
- 13 июля — Михаил Эбелов (63) — генерал от инфантерии Русской императорской армии.
- 19 июля — Генрих Махальский (83) — польский инженер — железнодорожник, изобретатель.
- 22 июля — Николай Егоров (69) — русский физик.
- 26 июля — Анатолий Железняков (24) — балтийский матрос, командир 1-й советской конной батареи, а также командир бригады бронепоездов во время Октябрьской революции и Гражданской войны.
- 27 июля — Никифор Григорьев — украинский партизан.
- 29 июля — Марк Натансон (68) — российский революционер и политический деятель, народник.
- 31 июля — Антон Шарый-Богунский (20) — герой гражданской войны на Украине.

## Август
- 2 августа — Дмитрий Витовский — политик, сотник Легиона Украинских Сечевых Стрельцов.
- 4 августа — Рита Костяновская — российская революционерка.
- 4 августа — Мишка Япончик (27) — знаменитый одесский налётчик.
- 5 августа — Александр Попов (67) — академик Петербургской академии художеств.
- 9 августа — Руджеро Леонкавалло (62) — итальянский композитор.
- 10 августа — Михаил Дьяконов (63) — известный историк русского права, заслуженный ординарный профессор.
- 11 августа — Михаил Ефимов (37) — первый русский авиатор, известный спортсмен начала XX века.
- 11 августа — Пётр Лазарев (69) — государственный деятель Российской империи, губернатор Таврической губернии, сенатор, член Государственного Совета, шталмейстер.
- 11 августа — Александр Лидов (66) — русский химик-технолог.
- 11 августа — Тимофей Черняк — Герой Гражданской войны
- 16 августа — Уллубий Буйнакский (28) — революционный деятель Дагестана начала XX века.
- 17 августа — Дмитрий Татищев (51) — ярославский губернатор.
- 19 августа — Пётр Дурново (84) — русский государственный и военный деятель, генерал от инфантерии.
- 19 августа — Йоханн Сигюрйоунссон — исландский драматург.
- 20 августа — Иван Луцкевич (38) — известный белорусский деятель, археолог.
- 21 августа — Василий Боженко — герой Гражданской войны.
- 21 августа — Хью Лоуренс Дохерти (43) — британский теннисист, двукратный олимпийский чемпион.
- 23 августа — Георгий Горшков (38) — лётчик и воздухоплаватель, первый в мире летчик-бомбардировщик, первый в Российской Империи военный летчик-инструктор.
- 25 августа — Виктор Кнорре (78) — российский астроном немецкого происхождения.
- 29 августа — Сэмюэл Пирс (22) — британский военный деятель, кавалер Креста Виктории; погиб в бою.
- 30 августа — Николай Щорс (24) — подпоручик, красный командир, комдив времён Гражданской войны в России. Член Коммунистической партии с 1918.

## Сентябрь
- 2 сентября — Николай Горчаков (89) — генерал-майор Русской императорской армии.
- 5 сентября — Павел Батурин (30) — российский революционер, большевик.
- 5 сентября — Николай Бородин — уральский казак, русский военачальник.
- 5 сентября — Василий Чапаев (32) — командир Красной Армии, участник Первой мировой и Гражданской войны.
- 12 сентября — Леонид Андреев (48) — русский писатель.
- 15 сентября — Николай Щепкин (65) — российский политический деятель, депутат Государственной думы III и IV созывов.
- 18 сентября — Гатыр Мамед — народный герой Азербайджана, предводитель крестьянского движения в Ганджинской губернии Азербайджане в 1918—1919 годах.
- 20 сентября — Яков Воробьёв (37) — участник революционного движения в России.
- 23 сентября — Александр Рыбалтовский (31) — начальник штаба Кронштадтской крепости.
- 23 сентября — Сергей Селлинг (29) — старший[2] штурман линейного корабля "Петропавловск".
- 23 сентября — Кирилл Черносвитов (53) — российский политический деятель; депутат Государственной думы Российской империи всех четырёх созывов.
- 24 сентября — Андрей Вязигин — учёный-историк, профессор Императорского Харьковского университета.
- 27 сентября — Аделина Патти (76) — итальянская певица (колоратурное сопрано), любимая вокалистка Джузеппе Верди.

## Октябрь
- 7 октября — Альфред Дикин (66) — австралийский государственный деятель, премьер-министр Австралии.
- 15 октября — Владимир Лихтенштадт (36) — русский революционер (эсер-максималист, меньшевик, затем коммунист), переводчик; расстрелян.
- 21 октября — Дмитрий Багратион (56) — грузино-русский генерал.
- 24 октября — Лев Юркевич (36) — украинский политический деятель, революционер, публицист, теоретик марксизма, литератор.
- 25 октября — Иустин Жук (32) — российский революционер, активный участник Гражданской войны в России.
- 30 октября — Элла Уилкокс (68) — американская поэтесса.

## Ноябрь
- 1 ноября — Тадас Даугирдас (67) — литовский художник, археолог и краевед.
- 4 ноября — Кирилл Баев (16) — партизанский разведчик.
- 4 ноября — Софья Толстая (урождённая Берс) (75) — супруга Льва Толстого.
- 7 ноября — Антон Доор (86) — австрийский пианист и музыкальный педагог.
- 7 ноября — Алексей Кулабухов — член Кубанского правительства, Кубанской Рады, входил в состав кубанской делегации на Парижской мирной конференции.
- 13 ноября — Иван Орбелиани (75) — князь, генерал от кавалерии. Участник Кавказской, Русско-турецкой и Русско-японской войн.
- 15 ноября — Михаил Доливо-Добровольский (57) — русский электротехник, один из создателей техники трёхфазного переменного тока.
- 20 ноября — Пётр Гривин (44) — российский военный деятель, генерал-майор.
- 21 ноября — Игнат Михайличенко (27) — писатель и политический деятель.
- 21 ноября — Василий Чумак (17) — украинский поэт, революционер.
- 25 ноября — Алексей Селивачёв (32) — российский историк словесности, философ, психолог.
- 26 ноября — Оттон Розенберг (31) — русский учёный-буддолог.
- 29 ноября — Иван Верхратский — известный галицкий натуралист, педагог, языковед, писатель.

## Декабрь
- 1 декабря — Михаил Вильев (26) — русский астроном.
- 2 декабря — Пьер Огюст Ренуар (78) — французский живописец, график и скульптор, один из основных представителей импрессионизма.
- 2 декабря — Мария Долина (51) — российская оперная певица.
- 3 декабря — Николай Недоброво — русский поэт, критик, литературовед.
- 5 декабря — Александр Булатович (49) — русский учёный и религиозный деятель, исследователь Эфиопии.
- 7 декабря — Габидулла Курбангалиев (60) — башкирский религиозный, политический и общественный деятель.
- 7 декабря – Эдуард Одье (75) – швейцарский политический и общественный деятель.
- 9 декабря — Григорий Артынов — гражданский инженер, титулярный советник, генерал-лейтенант строительной комиссии на службе военного ведомства до 1914 года.
- 9 декабря — Янис Залитис (45) — латвийский и русский политик.
- 12 декабря — Платон Жукович (62) — русский историк. Представитель «западнорусской» исторической школы.
- 19 декабря — Василий Тютюнник — украинский военный деятель, генерал-хорунжий.
- 20 декабря — Михаил Беркос (58) — российский и украинский художник-пейзажист.
- 21 декабря — Владимир Беклемишев (58) — русский скульптор.
- 27 декабря — Ахиллес Алфераки (73) — российский композитор и государственный деятель греческого происхождения.

## Дата неизвестна или требует уточнения
- Юлия Лермонтова — русский химик-технолог, известна как первая русская женщина-химик.
- Георгий Михайлович (55) — великий князь, третий сын великих князей Михаила Николаевича и Ольги Фёдоровны, внук Николая I; расстрелян в Петропавловской крепости в ночь с 23 на 24 или с 29 на 30 января.
- Султанов, Балтыходжа Султанович — заместитель руководителя Ошского уезда в 1918-1919 годы, один из руководителей борьбы за установление Советской власти на Юге Кыргызстана, основатель и первый начальник милиции города Ош (5 февраля 1918 года), основатель ГКНБ Кыргызстана и первый начальник ЧК Ошского уезда.